# Koninklijk Instituut der Eliten van de Arbeid
Het Koninklijk Instituut der Eliten van de Arbeid, KIEAB, (Frans: Institut royal des Élites du Travail de Belgique, IRET) huldigt werknemers en vakbondsleden door het uitgeven van verschillende eretekens. De eretekens worden driemaal per jaar op vaste data uitgereikt: 8 april (verjaardag van Koning Albert I), 21 juli (nationale feestdag) en 15 november (dag van de dynastie). 
Het KIEAB is een instelling van openbaar nut. Het instituut maakt deel uit van de Federale Overheidsdienst Werkgelegenheid, Arbeid en Sociaal Overleg. In 2004 werd de 50-ste verjaardag gevierd, op dat moment hadden al meer dan 150.000 mensen een bekroning ontvangen.

## Geschiedenis
Leopold I richtte in de 19e eeuw de Nationale Nijverheidstentoonstelling op, deze organisatie had als doel industriële ontwikkeling te stimuleren, en verdienstelijke industriëlen te huldigen. Naast de industriëlen bekroonde de koning ook een beperkte groep kaderleden, technici en arbeiders. Tijdens de derde Nationale Nijverheidstentoonstelling in 1847 werden duizend eretekens uitgedeeld aan arbeiders en ambachtslieden. Dit gebeurde aan de hand van bekwaamheidsproeven.
Dit was moeilijk om te organiseren, en men evolueerde naar een bekroning na 25 jaar werk. Hiervoor werd in 1954 het Koninklijk Instituut der Eliten van de Arbeid opgericht. Al in 1984 bleek dat het onderscheid tussen arbeiders en bedienden niet houdbaar was. Ook het idee dat mensen hun ganse carrière trouw bleven aan de werkgever werd verlaten.

## Types eretekens
Eretekens van de arbeid
- Ereteken van de Arbeid tweede klasse, na 25 jaar arbeidsprestaties
- Ereteken van de Arbeid eerste klasse, na 30 jaar arbeidsprestaties

Nationale ordes
- Bronzen medaille: Orde van Leopold II – Kroonorde
- Zilveren medaille: Orde van Leopold II – Kroonorde
- Gouden Medaille: Orde van Leopold II – Kroonorde
- Zilveren Palmen: Kroonorde
- Gouden Palmen: Kroonorde
- Ridder: Orde van Leopold II – Kroonorde – Leopoldsorde

De huldepenningen voor beroepsactiviteit
Ter vervanging van de nationale orde als de werknemer in kwestie al een hogere onderscheiding heeft.
De bijzondere Beroepsverenigingseretekens
Deze medaille huldigt leden van paritair comités, van ondernemingsraden, van comités voor preventie en bescherming op het werk of als plaatselijke afgevaardigde van de vakbond, ...
Eliten van de arbeid
Deze worden toegekend bij koninklijk besluit, na selectie door Nationaal Organiserende Comités. De selectie gebeurt per sector en is gebaseerd op beroepsbekwaamheid en sociale inzet, in welke functie ook. De toekenning van de titel is de waardering voor uitstekend uitgevoerde professionele activiteiten.
De eretekens kunnen ook postuum worden uitgereikt.